# 到满
到满，秦国将领。
到满在秦惠文王时为将。秦惠文王后十三年（前312年、齐宣王八年、燕昭王二年、魏襄王七年），到满随樗里疾在濮水大败齐国匡章之军，随后带领秦、魏军队反攻燕地赶走齐军，使燕国得以复国。